# Modiolus nipponicus
Modiolus nipponicus is een tweekleppigensoort uit de familie van de Mytilidae. De wetenschappelijke naam van de soort is voor het eerst geldig gepubliceerd in 1950 door Oyama.